# Vestre Kirkegård, Köpenhamn

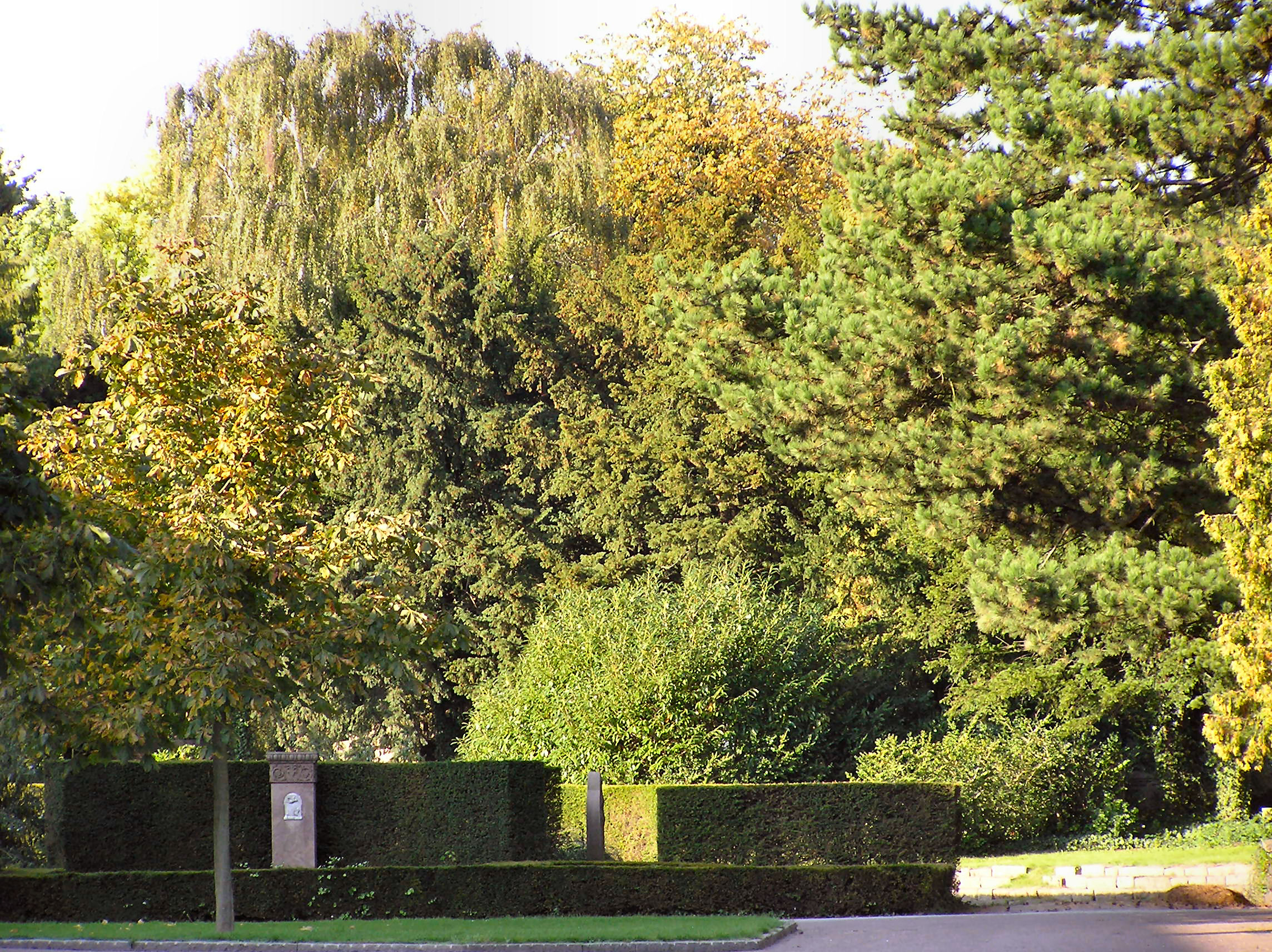
Parti av Vestre Kirkegård.

Vestre Kirkegård är en kyrkogård belägen i sydvästra Köpenhamn nära stadsdelen Vesterbro och det tidigare industrikomplexet Carlsberg. Kyrkogården invigdes 1870 och är planerad och uppförd av bland andra Hans J. Holm och Edvard Glæsel. Den är på 537 000 m² och därmed Skandinaviens största kyrkogård.
Företrädare för industri, filosofi, konst och politik är rikligt representerade på denna över 50 hektar vidsträckta kyrkogård. Särskilt speciellt är området runt dammen med de danska statsministrarnas panteon.
Dessutom finns här Danmarks enda massgrav, där de 4 019 tyska flyktingar som dog i Danmark åren efter befrielsen 1945, ligger begravda. Av de 10 250 soldater från Nazityskland som är begravda i Danmark, ligger 4 636 på Vestre Kirkegård. Siffran 4 643 anges av Volksbund Deutsche Kriegsgräberfürsorge och omfattar även många danskar som tjänat tyskarna i exempelvis SD, inklusive de danska tyska hantlangarna som dödades i bombningen av Shellhuset och några av motståndsrörelsen likviderade angivare. Dessutom flera tyskar som tjänstgjorde i SD och Gestapo och liknande terrororganisationer. Många av de tyska soldaterna avled efter det att de svårt sårade eller döende kommit till Danmark för vård från Östfronten. Därtill kommer de engelska, franska och italienska krigsgravarna med krigsfångar, många från koncentrationslägret i Horserød.
På Vestre Kirkegård finns det två salar i Nordre Kapell – store och lilla salen – vackert belägna nära dammen.
Det finns avdelningar för olika sammanslutningar: Frälsningsarméns gravplats, färöisk avdelning, grönländsk avdelning, lettiska gravar och de muslimska avdelningarna. Vid Vestre Kirkegård finns även Vestre Katolske Kirkegård och Mosaisk Vestre Begravelsesplads. Dessutom finns gravar vid hedersplatserna vid dammen, vilka endast kan erhållas efter särskild ansökan.

## Bilder från Vestre Kirkegård

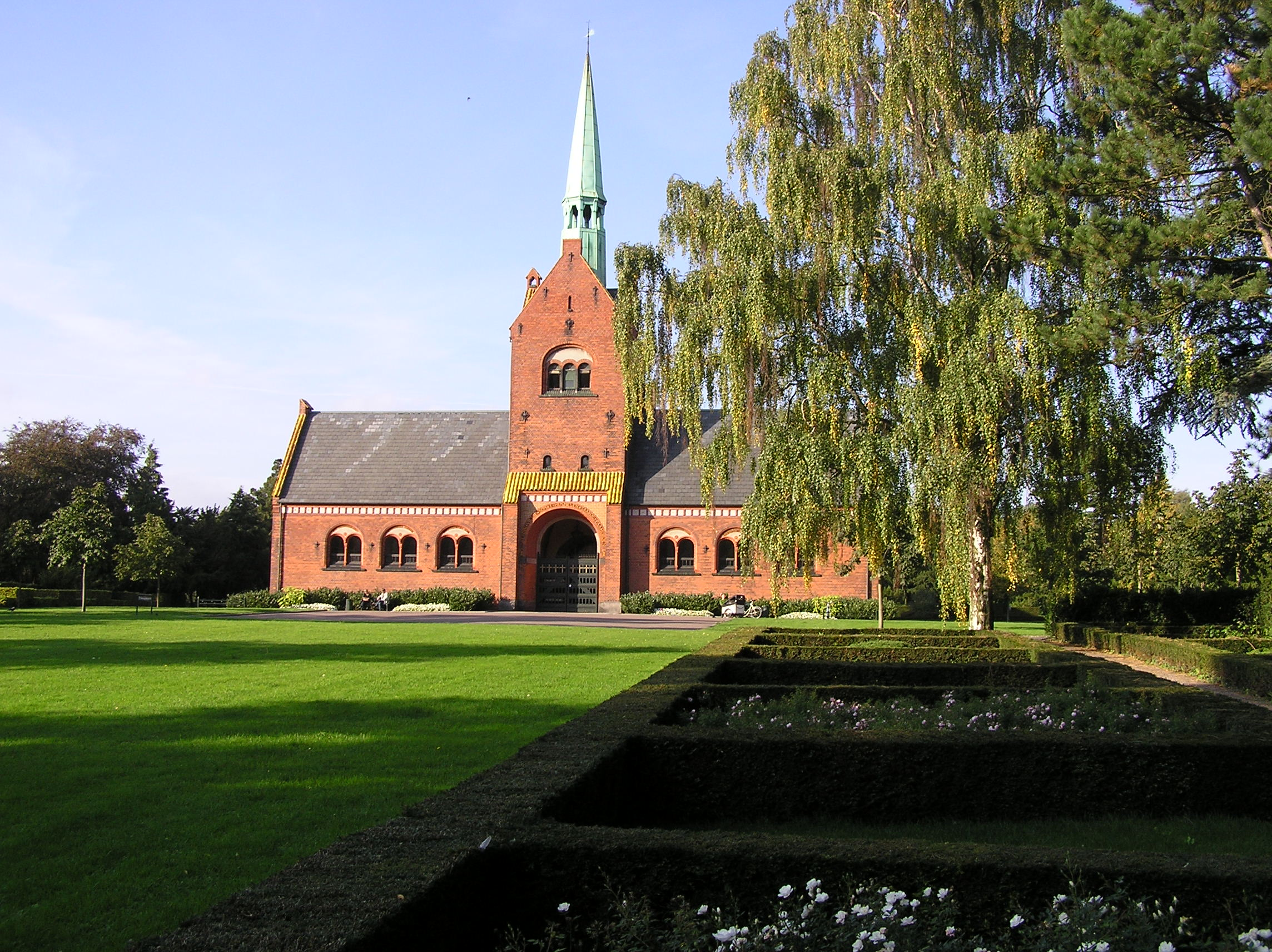
Nordre kapell.
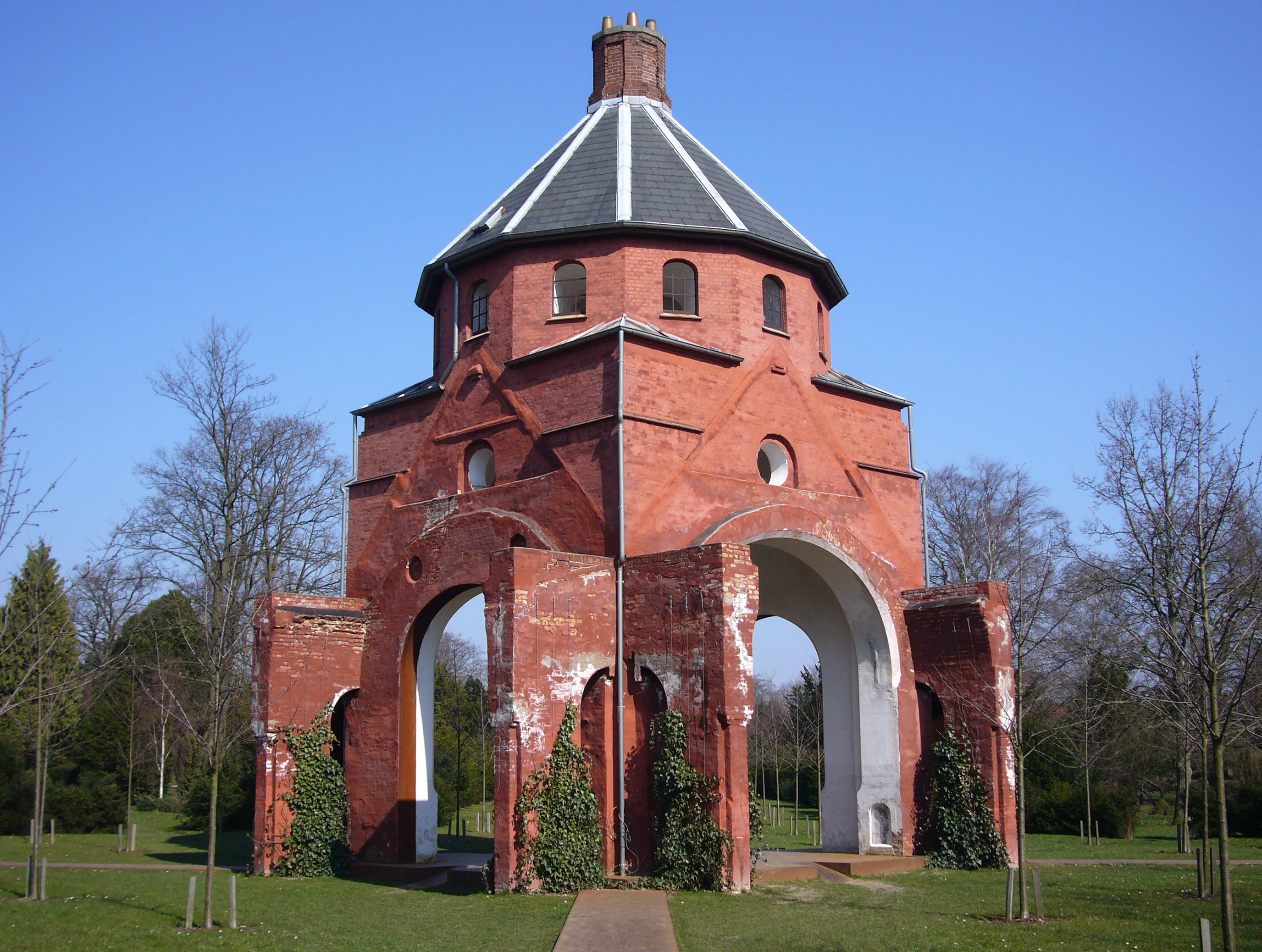
Søndre kapell.
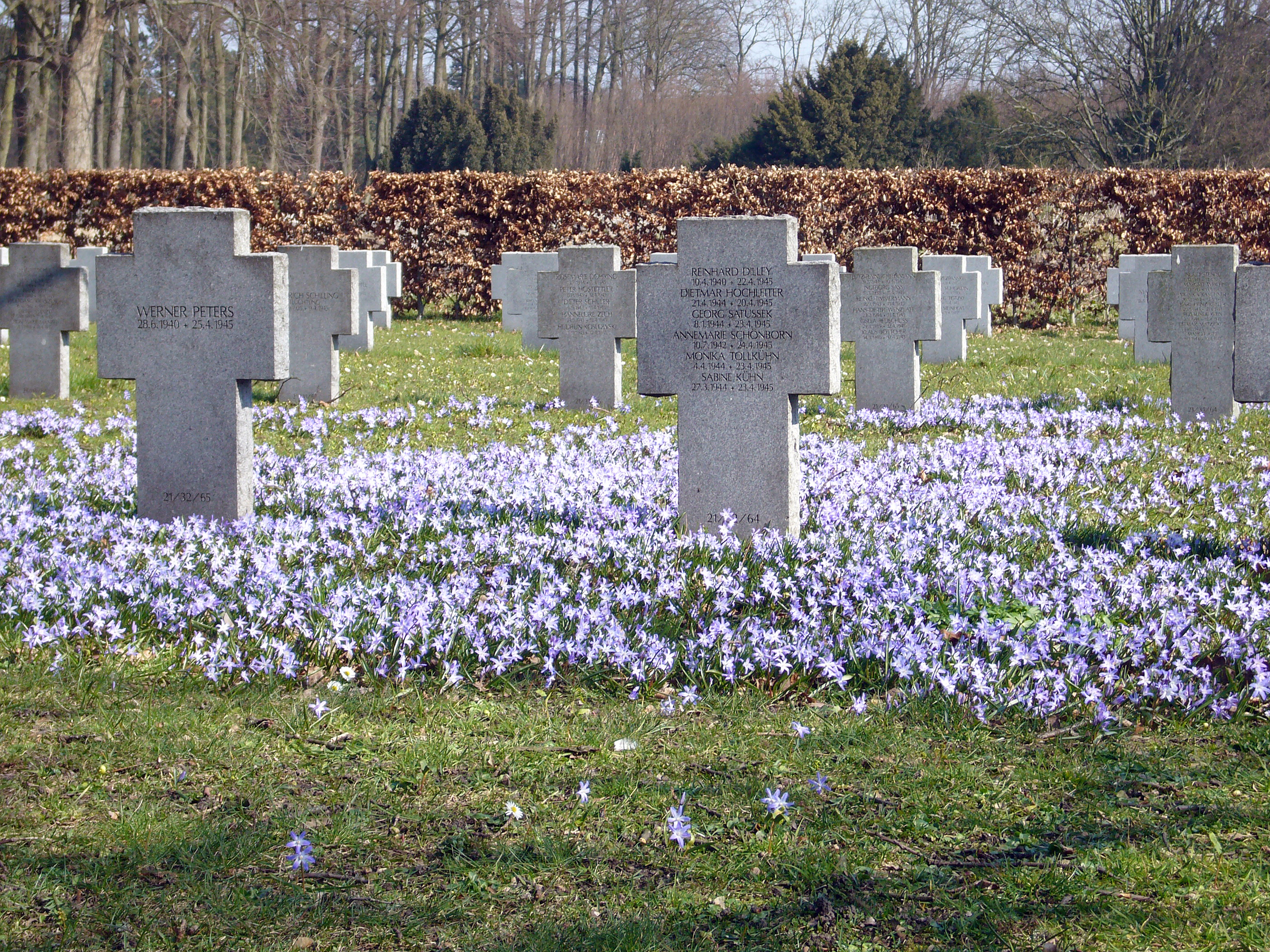
De tyska soldaternas gravplats.
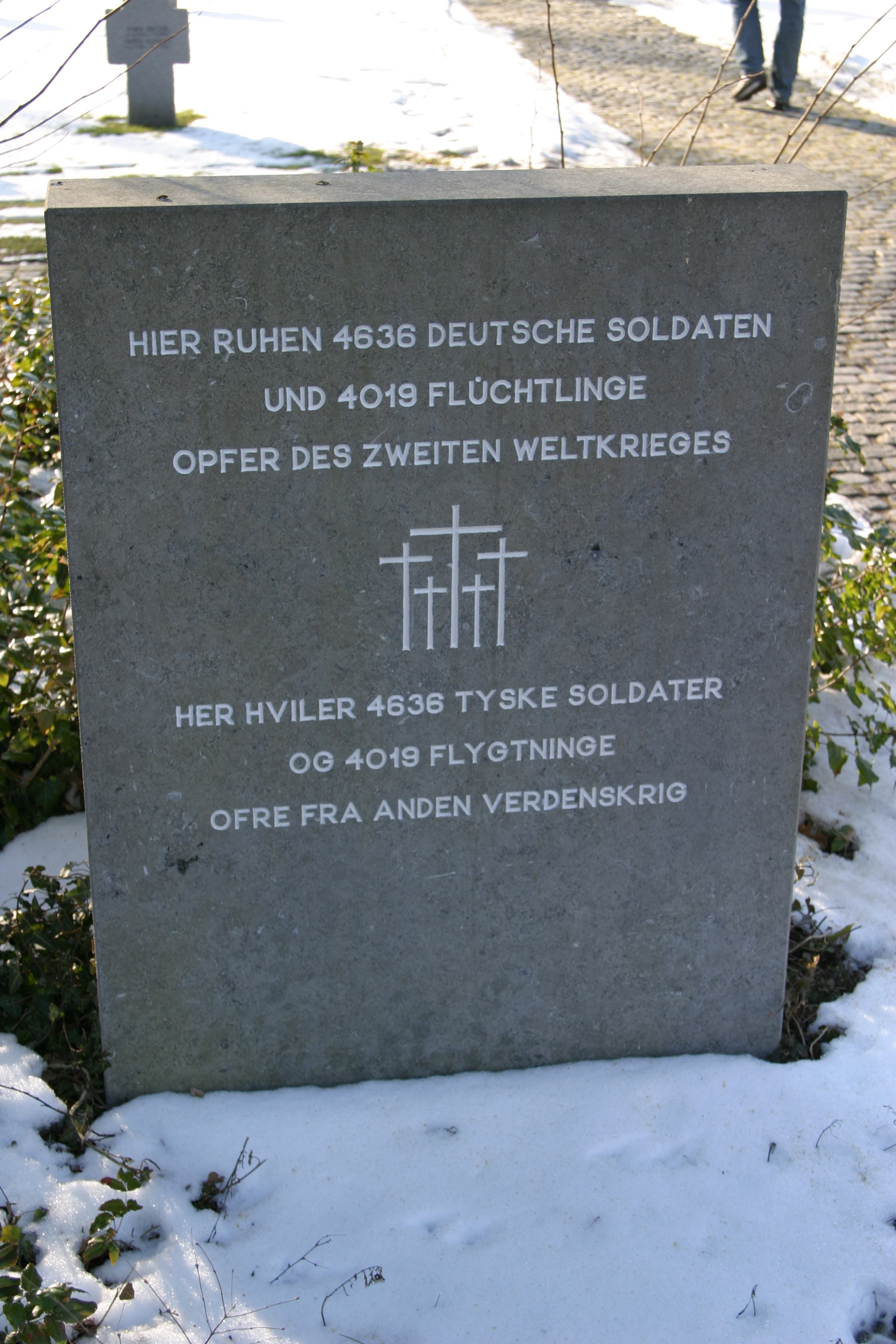
Minnessten för 4 636 tyska soldater och 4 019 flyktingar.
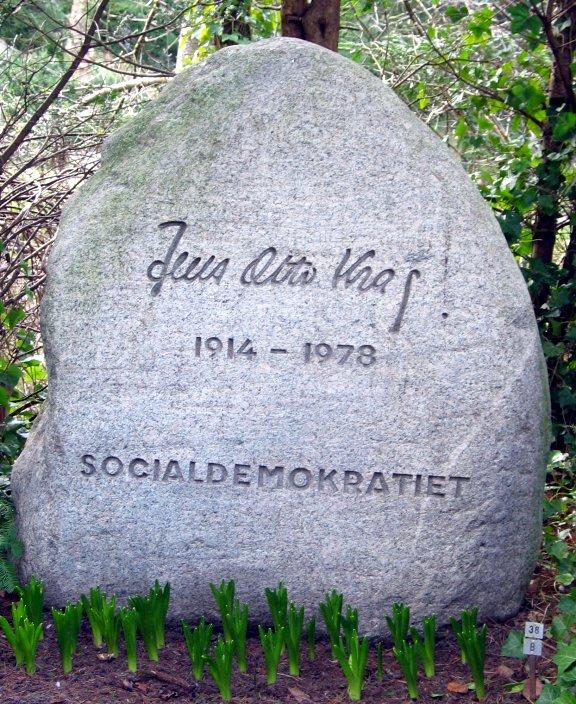
Jens Otto Krags gravsten.
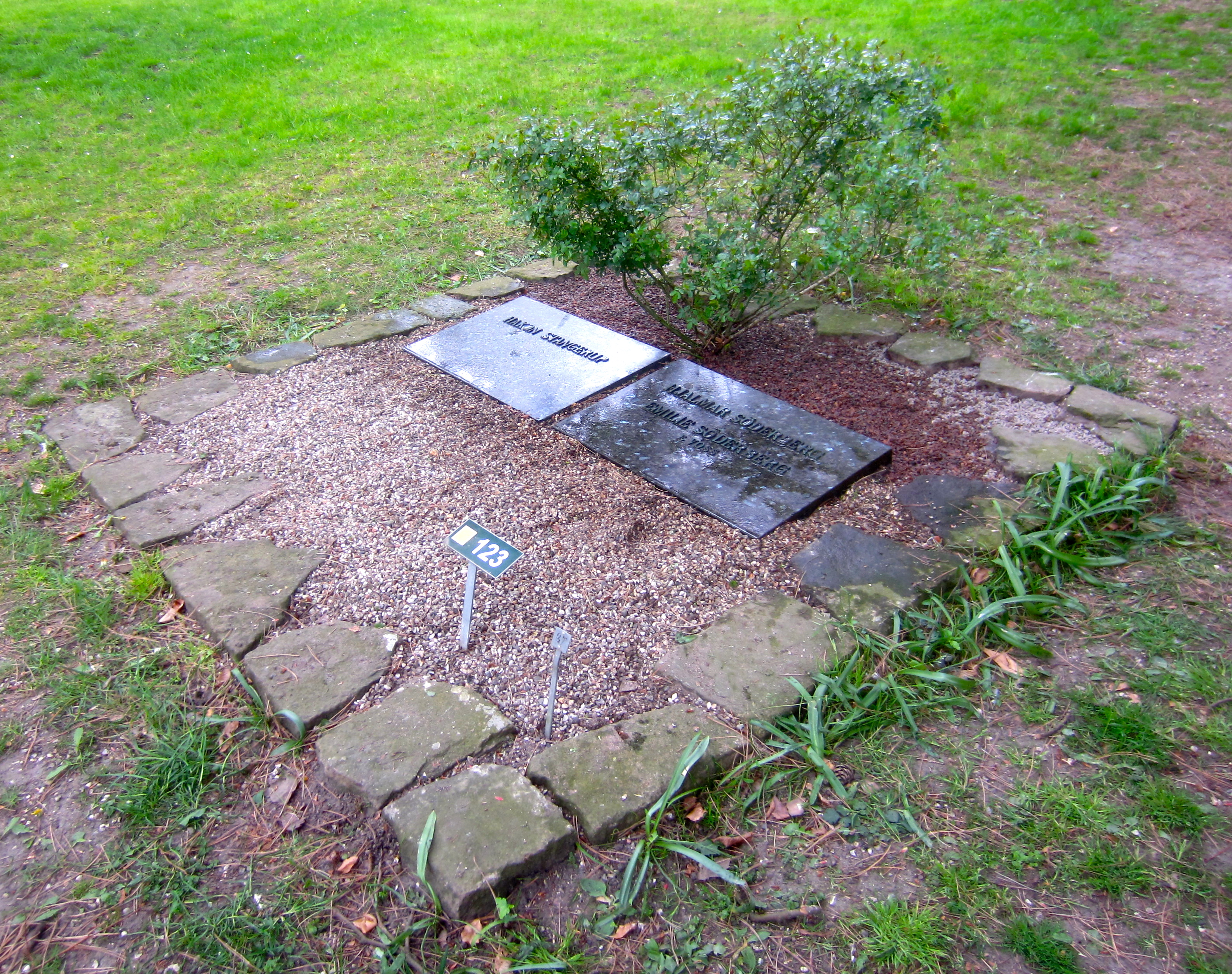
Hjalmar och Emilie Söderberg har en dubbelgrav tillsammans med Hakon och Betty Stangerup.

## Kända svenska personer som är begravda på Vestre Kirkegård
- Victoria Benedictsson, under namnet Ernst Ahlgren (grav 13-28-11).[1][2]
- Hjalmar Söderberg, (grav 8-29-87).[3]

## Kända personer som är begravda på Vestre Kirkegård
- Vilhelm Hammershøi, (grav C-5-14)[2]
- Nathalie Zahle, (grav N-2-6)[2]
- Kai Nielsen, (grav A-5-24)[2]
- Knud Rasmussen, (grav A-5-18)[2]
- Herman Bang, (grav B-9-8)[2]
- Tove Ditlevsen, (grav 9-14-23)[2]